# Extensible Provisioning Protocol
Het Extensible Provisioning Protocol, vaak afgekort tot EPP, is een computerprotocol dat ontworpen werd voor het beheer van domeinnamen. Het protocol is ontwikkeld omdat er een vraag was naar een flexibele mogelijkheid die de communicatie regelt tussen de registrars en het "topleveldomein" (TLD). Het EPP is nodig op het moment dat een domeinnaam moet worden verhuisd, vernieuwd of beveiligd. Dit gebeurt door de EPP-code.
Het protocol is gebaseerd op XML. Dergelijke codes worden doorgaans ook aangeduid als token, authcode (authenticatiecode) of simpelweg verhuiscode.
Sinds 2025 wordt er binnen de IETF gewerkt aan een equivalent van EPP, getiteld 'RESTful Provisioning Protocol' dat, zoals de naam al aangeeft, zal zijn gebaseerd op REST en JSON.
Op dit moment gebruiken de volgende topleveldomeinen dit protocol: .ke, .ac, .aero, .ag, .asia, .at, .au, .be, .biz, .br, .bz, .ca, .cat, .cc, .ch, .cl, .cn, .co, .cz, .com, .coop, .cx, .cz, .es, .eu, .fm, .fr, .gr, .gs, .hn, .ht, .im, .in, .info, .io, .it, .jobs, .ki, .kz, .la, .lc, .li, .lt, .lu, .me, .mn, .mobi, .ms, .mu, .mx, .na, .name, .net, .nf, .ng, .nl, .no, .nu, .nz, .org, .pl, .pro, .pt, .ru, .sc, .se, .sh, .si, .su, .tel, .tl, .tm, .travel, .tv, .tw, .uk, .us, .ir, .vc, .ve en .za.